# 松林坡摩崖造像
松林坡摩崖造像位於重慶市大足区松林坡。於大佛灣西南1公里，有華嚴三聖像1龕。1961年3月4日列為第一批全國重點文物保護單位。2000年9月7日列為第一批重慶市文物保護單位。